# キリンジ (漫画)
『キリンジ Open The Adventure Door』とは、2000年に『週刊少年サンデー』（2000年11月29日第42巻59号（51）~2001年1月10日第43巻第2号（2.3）、小学館）にて短期集中連載された乃木坂太郎の漫画。全5回。長らく単行本化はされていなかったが、2014年6月9日より電子書籍として配信が開始された。

## 題名
Key.1　囚神のカギ

Key.2　老若の神

Key.3　鑑定

Key.4　友情の値

最終回　選択　注）Key.5ではない

## あらすじ
（編集中）
松田麒麟児が9歳のころ親に黙って神奈川県から一人で富士の樹海に冒険しに来た。
そこで変わった鍵を見つける。

## 登場人物
松田麒麟児（14歳）
明朋中学3年2組　神奈川県在住
倉田咲耶（14歳）
明朋中学3年　　神奈川県在住
倉田
咲耶の祖父。船橋大学勤務　倉田研究室という部屋を持っている。
サイクロップス
冒険の神。遭難・難破の神とも言われる。
市村旭
明朋中学3年3組　4月に転校してきた。関西弁を話す。
シルベストリ
貨幣の神。人の価値観をお金に変える能力がある。